# Jean-Ernest de Saxe-Saalfeld
Pour les articles homonymes, voir Jean-Ernest.
Jean-Ernest IV de Saxe-Saalfeld, né le 22 août 1658 à Gotha et mort le 17 février 1729 à Saalfeld, est duc de Saxe-Saalfeld de 1675 à sa mort.

## Famille
Fils d'Ernest Ier de Saxe-Gotha et d'Élisabeth-Sophie de Saxe-Altenbourg, Jean-Ernest de Saxe-Saalfeld épouse le 18 février 1680 Sophie-Hedwige de Saxe-Mersebourg. Trois enfants sont nés de cette union :
- Christiane Sophie de Saxe-Cobourg-Saalfeld (1681-1697) ;
- Christian-Ernest de Saxe-Cobourg-Saalfeld (1683-1745), duc de Saxe-Cobourg-Saalfeld ;
- Charlotte Wilhelmine de Saxe-Cobourg-Saalfeld (1685-1767), épouse en 1705 Philippe-Reinhard de Hanau-Münzenberg.

Veuf, Jean-Ernest de Saxe-Saalfeld épouse le 2 décembre 1690 Charlotte-Jeanne de Waldeck-Wildungen. Huit enfants sont nés de cette union :
- Guillaume Frédéric de Saxe-Cobourg-Saalfeld (1691-1720) ;
- Charles Ernest de Saxe-Cobourg-Saalfeld (1692-1720) ;
- Sophie Wilhemine de Saxe-Cobourg-Saalfeld (1693-1727), épouse en 1720 Frédéric-Antoine de Schwarzbourg-Rudolstadt ;
- Henriette Albertine de Saxe-Cobourg-Saalfeld (1694-1695) ;
- Louise Émilie de Saxe-Cobourg-Saalfeld (1695-1713) ;
- Charlotte de Saxe-Cobourg-Saalfeld (1696-1696) ;
- François-Josias de Saxe-Cobourg-Saalfeld, duc de Saxe-Cobourg-Saalfeld ;
- Henriette Albertine de Saxe-Cobourg-Saalfeld (1698-1728).

## Biographie
Dans le partage des terres d'Ernest Ier en 1675, Jean-Ernest, le benjamin de ses sept fils, obtient le duché de Saxe-Saalfeld, avec les villes de Gräfenthal, Probstzella et Pössneck. Après la mort de ses frères aînés Albert de Saxe-Cobourg, Henri de Saxe-Römhild et Christian de Saxe-Eisenberg, Jean Ernest obtient Cobourg en 1699, qu'il réunit à la Saxe-Saalfeld, la Römhild et la ville de Themar en 1714. Néanmoins, ce n'est que sous son fils Christian-Ernest que ces gains territoriaux sont sanctionnés par un arbitrage impérial.
Jean Ernest de Saxe-Cobourg-Saalfeld fonde la cinquième branche de la Maison de Wettin, elle-même issue de la deuxième branche. La Maison ducale des Saxe-Cobourg-Saalfeld appartient à la branche ernestine fondée par Ernest de Saxe. Il est entre autres l'ascendant du prince Albert de Saxe-Cobourg-Gotha, de la reine du Royaume-Uni Élisabeth II et du roi des Belges Philippe.